# Dolichoderus doriae
Dolichoderus doriae é uma espécie de formiga do gênero Dolichoderus.